# Übergangsgeld
Mit dem Begriff Übergangsgeld werden unterschiedliche öffentliche Leistungen in den Bereichen Arbeitslosigkeit oder Gesundheit bezeichnet.

## Deutschland

### Übergangsgeld nach SGBIX
Übergangsgeld nach den §§ 64 bis 74 des Neunten Buches Sozialgesetzbuch (SGB IX) ist eine Entgeltersatzleistung der Sozialversicherungsträger, welche unter bestimmten Voraussetzungen Sozialversicherte erhalten können während der Teilnahme an Maßnahmen zur
- medizinischen Rehabilitation
- im Rahmen einer Anschlussheilbehandlung nach Auslauf des sechswöchigen Entgeltfortzahlungsanspruches gegenüber dem Arbeitgeber (§§ 3 Abs. 1 i. V. m. § 9 Abs. 1 EntgFG)[1]
- während einer stufenweisen beruflichen Wiedereingliederung (§ 44 SGB IX) im Rahmen des „Hamburger Modells“ oder
- Förderung der Teilhabe behinderter Menschen am Arbeitsleben.

Bei Maßnahmen zur Förderung der Teilhabe behinderter Menschen am Arbeitsleben kann Übergangsgeld beispielsweise während einer Weiterbildung in einem Berufsförderungswerk oder in einer sonstigen Einrichtung zur beruflichen Rehabilitation, die von der Bundesagentur für Arbeit durch besondere Leistungen zur Teilhabe am Arbeitsleben gefördert wird, bezogen werden.
Das Übergangsgeld nach § 65 SGB IX ist eine Leistung für den Lebensbedarf.
Während des Bezugs werden Beiträge und Beitragszuschüsse zur Sozialversicherung übernommen.

### Höhe
Die Berechnung erfolgt sehr ähnlich wie beim Arbeitslosengeld I,
gezahlt werden etwa 68–75 Prozent (in besonderen Fällen 60 bis 80 Prozent) des durchschnittlichen monatlichen Nettoeinkommens des letzten Jahres.
Das Regelentgelt wird für den Bemessungszeitraum bestimmt. Der Bemessungszeitraum ist bei freiwillig Versicherten oder pflichtversicherten Selbstständigen das letzte abgelaufene Kalenderjahr (§ 21 Abs. 2 SGB VI), ansonsten umfasst er so viele der letzten abgerechneten und abgelaufenen Entgeltabrechnungszeiträume vor Beginn der Leistung, dass diese mindestens vier Wochen umfassen, solange das Ende des letzten Abrechnungszeitraums innerhalb der letzten drei Jahre liegt (z. B. Leistungsbeginn 15. März 2019, Dreijahresfrist 15. März 2016 bis 14. März 2019, Kündigung 10. März 2016, letzter Abrechnungszeitraum März 2016 endet am 31. März 2016, liegt also innerhalb der Dreijahresfrist). Sind keine Rentenversicherungsbeiträge im Bemessungszeitraum entrichtet worden, so wird das später angeführte fiktive Arbeitsentgelt zugrunde gelegt. Die weiteren Berechnungen gehen von einem (kumulierten) kalendertäglichen Regelentgelt aus:
Dieses ist der 30. Teil des monatlichen Regelentgelts bzw. der 360. Teil eines jährlichen Regelentgelts
und der Einmalzahlungen mit Rentenversicherungs-Beitragspflicht des letzten Jahres,
letztere ergeben den kalendertäglichen Hinzurechnungsbetrag (brutto).
Das (kumulierte) kalendertägliche Regelentgelt ist begrenzt auf die kalendertägliche Beitragsbemessungsgrenze in der Rentenversicherung (z. B. 2019 in Westdeutschland i.H.v. 223,33 EUR/Tag). Die vorläufige kalendertägliche Berechnungsgrundlage sind 80 % hiervon (maximal 178,66 EUR/Tag). Dem gegenübergestellt wird, wenn verfügbar, was bei selbständiger Tätigkeit nicht der Fall ist, das (kumulierte) kalendertägliche Nettoarbeitsentgelt, das niedrigere von beiden ergibt die kalendertägliche Berechnungsgrundlage, dabei wird der Netto-Hinzurechnungsbetrag (zugunsten des Versicherten) aus dem Verhältnis von brutto zu netto des Regelentgelts ohne Einmalzahlungen berechnet. Es wird nach § 68 Abs. 1 Satz 1 Nr. 3 SGB IX ein fiktives Arbeitsentgelt zugrunde gelegt, dies ist je nach Qualifikation des Versicherten der 300./360./450./600. Teil der jährlichen Bezugsgröße (2019: 37.380,00 Euro, je nach Qualifikationsgruppe also 62,30 bis 124,60 EUR). 65 % hiervon sind dann die fiktive kalendertägliche Berechnungsgrundlage (2019: mindestens 40,50 bis 81 EUR). Die kalendertägliche Berechnungsgrundlage wird auf mindestens diesen fiktiven Wert angehoben.
Der kalendertägliche Zahlbetrag ergibt sich, in dem die kalendertägliche Berechnungsgrundlage auf den entsprechenden Prozentsatz nach § 68 Abs. 1 Satz 3 SGB IX bzw. § 71 Abs. 4 Satz 2 SGB IX gekürzt wurde: Dieser beträgt 68 Prozent, bei einem Anspruch auf Kindergeld 75 Prozent (in besonderen Fällen 60, 67, 70 oder 80 Prozent). (2019 bei 68 %: mindestens 27,54 bis 55,08 EUR/Tag) Der Zahlbetrag ist nach § 66 Abs. 2 Satz 2 SGB IX begrenzt auf das aktuelle Nettoentgelt (ohne Berücksichtigung von Einmalzahlungen). Für einen ganzen Monat wird das 30-fache des kalendertäglichen Zahlbetrags ausgezahlt, also (bei 68 % im Jahre 2019) mindestens 826,20 bis 1652,40 EUR/Monat.
Versicherte, die vor Beginn der Leistung zur medizinischen (!) Rehabilitation oder einer in sie übergehenden Arbeitsunfähigkeit Arbeitslosengeld I oder Arbeitslosengeld II bezogen und vor dieser Leistung Pflichtbeiträge zur Rentenversicherung gezahlt haben, erhalten Übergangsgeld in Höhe des Krankengeldes (§ 21 Abs. 4 SGB VI). Krankengeld wird in diesen Fällen in der gleichen Höhe wie das Arbeitslosengeld I oder das Arbeitslosengeld II gezahlt (§ 47b SGB V). Das bedeutet, dass das Übergangsgeld in der gleichen Höhe der vorher bezogenen Leistung gezahlt wird. Außer Betracht bleibt Arbeitslosengeld II, das nur darlehensweise oder einmalig (z. B. Erstausstattung) bezogen wird.

### Übergangsgeld nach § 47 Beamtenversorgungsgesetz
Übergangsgeld gemäß § 47 Beamtenversorgungsgesetz ist eine Leistung an Beamte mit Dienstbezügen, die nicht auf eigenen Antrag entlassen werden, beispielsweise nach Ende eines Dienstverhältnisses auf Zeit. Der Beamte erhält als Übergangsgeld nach vollendeter einjähriger Beschäftigungszeit das Einfache und bei längerer Beschäftigungszeit für jedes weitere volle Jahr ihrer Dauer die Hälfte, insgesamt höchstens das Sechsfache der Dienstbezüge des letzten Monats. Erwerbs- und Erwerbsersatzeinkommen werden angerechnet, es wird keine Beihilfe gezahlt, und das Übergangsgeld wird versteuert. Maßgebend bei der Anrechnung sind die Bruttobezüge aus nichtselbständiger Arbeit, verringert um die Werbungskosten im Sinne des Einkommensteuergesetzes, sowie die Gewinne aus selbständiger Arbeit, Gewerbebetrieb, Land- und Forstwirtschaft. Das Übergangsgeld wird nicht durch Einkünfte aus Kapitalvermögen, Vermietung oder Verpachtung vermindert.

### Übergangsgeld für Abgeordnete

#### Bundestag, Bundesminister
Für jedes Jahr der Zugehörigkeit zum Bundestag wird ein Monat Übergangsgeld in Höhe der jeweils aktuellen Abgeordnetenentschädigung (10.083 €/Monat) gezahlt, insgesamt längstens für achtzehn Monate. Damit es nicht zur Anrechnung aller anderen Erwerbseinkünfte auf das Übergangsgeld ab dem zweiten Monat nach dem Ausscheiden kommt (§18, Abs. 2), lässt sich das Übergangsgeld auch vorab in Summe auszahlen (§18, Abs. 3).
Bundesminister erwerben mit einem einzigen Tag Amtszeit bereits Anspruch auf 6 Monate Übergangsgeld, die ersten 3 Monate in Höhe der Amtsbezüge, danach in halber Höhe. Für Amtszeiten über 6 Monate verlängert sich die Bezugszeit mit jedem vollen Monat um einen weiteren Monat bis zur Höchstdauer von 24 Monaten.
Nach einer Amtszeit von mindestens 4 Jahren erhält jeder Minister ein Ruhegehalt (§15 Absatz 1 Satz 1). Bei einer Beendigung des Amtsverhältnisses mit der Entlassung des Bundeskanzlers, wenn der Bundestag ihm nach Artikel 67 des Grundgesetzes das Misstrauen ausgesprochen hat (§ 9 Abs. 1 Nr. 1), mit jeder anderen Erledigung des Amtes des Bundeskanzlers (§ 9 Abs. 1 Nr. 3)
oder im Falle einer Auflösung des Bundestages und einer ununterbrochenen Zugehörigkeit zur Bundesregierung von mehr als zwei Jahren gilt dies als Amtszeit von vier Jahren. (§ 15 Absatz 1 Satz 3)
Das Ruhegehalt beträgt mindestens 27,74 % der Bezüge (also ca. 4000 €/Monat) und steigt mit jedem Jahr der Amtszeit um 2,39167 % bis auf 71,75 %. (§15 Absatz 3)
Ist die Amtszeit zu kurz gewesen erfolgt eine Nachversicherung in der gesetzlichen Rentenversicherung. (1/180 Entgeltpunkt für jeden Tag der Amtszeit, maximal 1/6 Entgeltpunkt pro Monat.) (§15 Absatz 3a)

#### Landesregierung, Landesminister
In den einzelnen Bundesländern gelten ähnliche Regelungen.
In Schleswig-Holstein wird Übergangsgeld für Minister für jeden Monat der Amtszeit einen Monat gezahlt, maximal 24 Monate.
In Schleswig-Holstein erhalten Minister ab 2 Jahren Amtszeit 5 %/Jahr Ruhegehalt bis maximal 71,75 %.

## Österreich
Das Übergangsgeld wurde nach dem Arbeitslosenversicherungsgesetz § 39a vom Arbeitsmarktservice an ältere arbeitslose Personen ausbezahlt. Im Rahmen der Pensionsreform 2003 wurde die „Vorzeitige Alterspension“ nach dem ASVG abgeschafft. Als Übergangsregelung zwischen 2004 und 2009 wurde für den davon betroffenen Personenkreis die Möglichkeit geschaffen, ein sogenanntes Übergangsgeld zu beziehen. Frauen mussten das 56,5. Lebensjahr und Männer das 61,5. Lebensjahr vollendet haben und a) entweder in den letzten 15 Monaten mindestens 52 Wochen arbeitslos gewesen sein und b) in den letzten 25 Jahren mindestens 15 Jahre arbeitslosenversicherungspflichtig beschäftigt gewesen sein. (Erstreckung des Rahmenfrist um Zeiten der Kinderbetreuung).
Grundsätzlich mussten sich auch die Übergangsgeldbeziehenden für eine Arbeitsaufnahme bereithalten, in der Praxis verzichtete das AMS aufgrund der Arbeitsmarktlage darauf, so dass auch Auslandsaufenthalte während des Leistungsbezugs gestattet waren. Das Übergangsgeld des AMS war um 25 % höher als der Grundbetrag des Arbeitslosengeldes. Dazu konnten noch Zuschläge für Familienmitglieder kommen. Es konnte maximal bis zur Erfüllung der Voraussetzungen für eine Alterspension bzw. bis zum Regelpensionsalter bezogen werden.
Auch nach dem Bezug von Altersteilzeit konnte Übergangsgeld bezogen werden.
Daneben wird auch von der Pensionsversicherungsanstalt eine Leistung mit dem Namen Übergangsgeld für medizinische Rehabilitation ausbezahlt.